# Calificările pentru Campionatul Mondial de Fotbal 2018 (UEFA) – Grupa H
Grupa C este una din cele 9 grupe UEFA din calificările pentru Campionatul Mondial de Fotbal 2018. Din această grupă fac parte:  Bosnia și Herțegovina,  Grecia,  Belgia,  Gibraltar,  Cipru și  Estonia. 
Tragerea la sorți pentru prima fază (faza grupelor), a avut loc pe 25 iulie 2015, la Palatul Konstinovsky din orașul Sankt Petersburg, Rusia.
Câstigatorii de grupe se vor califica direct pentru Campionatul Mondial de Fotbal 2018. Cele mai bune echipe de pe locul doi se vor califica în play-off.

## Clasament
| Loc | Echipa                    | MJ | V | E | Î  | GM | GP | DG  | Pct | Calificare                                       |
| --- | ------------------------- | -- | - | - | -- | -- | -- | --- | --- | ------------------------------------------------ |
| 1   | Belgia (Q)                | 10 | 9 | 1 | 0  | 43 | 6  | +37 | 28  | Calificare la Campionatul Mondial de Fotbal 2018 |
| 2   | Grecia (A)                | 10 | 5 | 4 | 1  | 17 | 6  | +11 | 19  | Posibil Runda secundă                            |
| 3   | Bosnia și Herțegovina (E) | 10 | 5 | 2 | 3  | 24 | 13 | +11 | 17  |                                                  |
| 4   | Estonia (E)               | 10 | 3 | 2 | 5  | 13 | 19 | −6  | 11  |                                                  |
| 5   | Cipru (E)                 | 10 | 3 | 1 | 6  | 9  | 18 | −9  | 10  |                                                  |
| 6   | Gibraltar (E)             | 10 | 0 | 0 | 10 | 3  | 47 | −44 | 0   |                                                  |

1. ↑  Cele mai bune echipe de pe locul doi se vor califica în play-off.

## Meciurile
Meciurile au fost confirmate de UEFA la 26 iulie 2015, în ziua următoare extragerii.
| Bosnia și Herțegovina                                         | 5–0                         | Estonia |
| ------------------------------------------------------------- | --------------------------- | ------- |
| Spahić 7', 90+2' Džeko 23' (pen.) Medunjanin 71' Ibišević 83' | Report (FIFA) Report (UEFA) |         |

| Cipru | 0–3                         | Belgia                          |
| ----- | --------------------------- | ------------------------------- |
|       | Report (FIFA) Report (UEFA) | R. Lukaku 13', 61' Carrasco 81' |

| Gibraltar  | 1–4                         | Grecia                                                         |
| ---------- | --------------------------- | -------------------------------------------------------------- |
| Walker 26' | Report (FIFA) Report (UEFA) | Mitroglou 10' Wiseman 44' (aut.) Fortounis 45' Torosidis 45+2' |

| Belgia                                                         | 4–0                         | Bosnia și Herțegovina |
| -------------------------------------------------------------- | --------------------------- | --------------------- |
| Spahić 26' (aut.) E. Hazard 29' Alderweireld 60' R. Lukaku 79' | Report (FIFA) Report (UEFA) |                       |

| Estonia                                   | 4–0                         | Gibraltar |
| ----------------------------------------- | --------------------------- | --------- |
| Käit 47', 70' Vassilijev 52' Mošnikov 88' | Report (FIFA) Report (UEFA) |           |

| Grecia                     | 2–0                         | Cipru |
| -------------------------- | --------------------------- | ----- |
| Mitroglou 12' Mantalos 42' | Report (FIFA) Report (UEFA) |       |

| Bosnia și Herțegovina | 2–0                         | Cipru |
| --------------------- | --------------------------- | ----- |
| Džeko 70', 81'        | Report (FIFA) Report (UEFA) |       |

| Estonia | 0–2                         | Grecia                      |
| ------- | --------------------------- | --------------------------- |
|         | Report (FIFA) Report (UEFA) | Torosidis 2' Stafylidis 61' |

| Gibraltar | 0–6                         | Belgia                                                 |
| --------- | --------------------------- | ------------------------------------------------------ |
|           | Report (FIFA) Report (UEFA) | Benteke 1', 43', 56' Witsel 19' Mertens 51' Hazard 79' |

| Cipru                              | 3–1                         | Gibraltar       |
| ---------------------------------- | --------------------------- | --------------- |
| Laifis 29' Sotiriou 65' Sielis 87' | Report (FIFA) Report (UEFA) | L. Casciaro 51' |

| Belgia                                                                                      | 8–1                         | Estonia   |
| ------------------------------------------------------------------------------------------- | --------------------------- | --------- |
| Meunier 8' Mertens 16', 68' E. Hazard 25' Carrasco 62' Klavan 64' (aut.) R. Lukaku 83', 88' | Report (FIFA) Report (UEFA) | Anier 30' |

| Grecia          | 1–1                         | Bosnia și Herțegovina |
| --------------- | --------------------------- | --------------------- |
| Tzavellas 90+5' | Report (FIFA) Report (UEFA) | Pjanić 32'            |

| Bosnia și Herțegovina                                   | 5–0                         | Gibraltar |
| ------------------------------------------------------- | --------------------------- | --------- |
| Ibišević 4', 43' Vršajević 52' Višća 56' Bičakčić 90+4' | Report (FIFA) Report (UEFA) |           |

| Cipru | 0–0                         | Estonia |
| ----- | --------------------------- | ------- |
|       | Report (FIFA) Report (UEFA) |         |

| Belgia        | 1–1                         | Grecia        |
| ------------- | --------------------------- | ------------- |
| R. Lukaku 89' | Report (FIFA) Report (UEFA) | Mitroglou 46' |

| Bosnia și Herțegovina | 0–0                         | Grecia |
| --------------------- | --------------------------- | ------ |
|                       | Report (FIFA) Report (UEFA) |        |

| Estonia | 0–2                         | Belgia                 |
| ------- | --------------------------- | ---------------------- |
|         | Report (FIFA) Report (UEFA) | Mertens 31' Chadli 86' |

| Gibraltar     | 1–2                         | Cipru                                |
| ------------- | --------------------------- | ------------------------------------ |
| Hernandez 30' | Report (FIFA) Report (UEFA) | R. Chipolina 10' (aut.) Sotiriou 87' |

| Belgia                                                                                    | 9–0                         | Gibraltar |
| ----------------------------------------------------------------------------------------- | --------------------------- | --------- |
| Mertens 16' Meunier 18', 61', 67' R. Lukaku 21', 38', 82' (pen.) Witsel 27' E. Hazard 45' | Report (FIFA) Report (UEFA) |           |

| Cipru                                | 3–2                         | Bosnia și Herțegovina |
| ------------------------------------ | --------------------------- | --------------------- |
| Christofi 65' Laban 67' Sotiriou 76' | Report (FIFA) Report (UEFA) | Šunjić 33' Višća 44'  |

| Grecia | 0–0                         | Estonia |
| ------ | --------------------------- | ------- |
|        | Report (FIFA) Report (UEFA) |         |

| Estonia    | 1–0                         | Cipru |
| ---------- | --------------------------- | ----- |
| Käit 90+2' | Report (FIFA) Report (UEFA) |       |

| Grecia   | 1–2                         | Belgia                       |
| -------- | --------------------------- | ---------------------------- |
| Zeca 73' | Report (FIFA) Report (UEFA) | Vertonghen 70' R. Lukaku 75' |

| Gibraltar | 0–4                         | Bosnia și Herțegovina              |
| --------- | --------------------------- | ---------------------------------- |
|           | Report (FIFA) Report (UEFA) | Džeko 35', 85' Kodro 65' Lulić 83' |

| Gibraltar | 0–6                         | Estonia                                         |
| --------- | --------------------------- | ----------------------------------------------- |
|           | Report (FIFA) Report (UEFA) | Luts 10' Käit 30' Zenjov 38' Tamm 52', 66', 77' |

| Bosnia și Herțegovina              | 3–4                         | Belgia                                                        |
| ---------------------------------- | --------------------------- | ------------------------------------------------------------- |
| Medunjanin 30' Višća 39' Đumić 82' | Report (FIFA) Report (UEFA) | Meunier 4' Batshuayi 59' Vertonghen 68' Ferreira Carrasco 84' |

| Cipru        | 1–2                         | Grecia                    |
| ------------ | --------------------------- | ------------------------- |
| Sotiriou 17' | Report (FIFA) Report (UEFA) | Mitroglou 25' Tziolis 26' |

| Belgia                                                | 4–0                         | Cipru |
| ----------------------------------------------------- | --------------------------- | ----- |
| E. Hazard 12', 63' (pen.) T. Hazard 52' R. Lukaku 78' | Report (FIFA) Report (UEFA) |       |

| Estonia     | 1–2                         | Bosnia și Herțegovina |
| ----------- | --------------------------- | --------------------- |
| Antonov 75' | Report (FIFA) Report (UEFA) | Hajrović 48', 84'     |

| Grecia                                          | 4–0                         | Gibraltar |
| ----------------------------------------------- | --------------------------- | --------- |
| Torosidis 32' Mitroglou 61', 63' Gianniotas 78' | Report (FIFA) Report (UEFA) |           |

## Marcatorii
Au fost marcate 109 goluri în 30 meciuri.
11 goluri
- Romelu Lukaku

6 goluri
- Eden Hazard
- Konstantinos Mitroglou

5 goluri
- Dries Mertens
- Thomas Meunier
- Edin Džeko

4 goluri
- Pieros Sotiriou
- Mattias Käit

3 goluri
- Christian Benteke
- Yannick Ferreira Carrasco
- Vedad Ibišević
- Edin Višća
- Joonas Tamm
- Vasilis Torosidis

2 goluri
- Jan Vertonghen
- Axel Witsel
- Izet Hajrović
- Haris Medunjanin
- Emir Spahić

1 gol
- Toby Alderweireld
- Michy Batshuayi
- Nacer Chadli
- Thorgan Hazard
- Ermin Bičakčić
- Dario Đumić
- Kenan Kodro
- Senad Lulić
- Miralem Pjanić
- Avdija Vršajević
- Demetris Christofi
- Vincent Laban
- Constantinos Laifis
- Valentinos Sielis
- Henri Anier
- Ilja Antonov
- Siim Luts
- Sergei Mošnikov
- Konstantin Vassiljev
- Sergei Zenjov
- Lee Casciaro
- Anthony Hernandez
- Liam Walker
- Kostas Fortounis
- Giannis Gianniotas
- Petros Mantalos
- Kostas Stafylidis
- Georgios Tzavellas
- Alexandros Tziolis
- Zeca

1 autogol
- Emir Spahić (jucând contra Belgiei)
- Ragnar Klavan (jucând contra Belgiei)
- Roy Chipolina (jucând contra Ciprului)
- Scott Wiseman (jucând contra Greciei)